# Lilian Baels
 (juillet 2017).
Titre
Princesse consort des Belges
6 décembre 1941 – 16 juillet 1951
(9 ans, 7 mois et 10 jours)
Mary Lilian Lucy Josepha Monique Baels, née le 28 novembre 1916 à Londres et morte le 7 juin 2002 à Waterloo, est une princesse de Belgique, en qualité, à partir de 1941, de seconde épouse du roi Léopold III, principalement connue comme la « princesse de Réthy ».

## Biographie

### Enfance et entourage familial
Septième des neuf enfants d'une famille de la grande bourgeoisie ostendaise réfugiée au Royaume-Uni en raison de la guerre, Mary Lilian Lucy Josepha Monique  Baels naît à Highbury New Park, Londres, le 28 novembre 1916.
Son père, Henri Baels (1878-1951), natif d'Ostende, est un avocat, fils d'un armateur dont il hérite une flotte de pêche. Ambitieux, il entame une carrière politique et devient échevin de la ville d'Ostende, puis député à la Chambre. Il entre ensuite au gouvernement en tant que ministre de l'Agriculture et des Travaux Publics et finit sa brillante carrière comme gouverneur de la province de Flandre-Occidentale,. 
Quant à la mère de Lilian, Anna-Maria, dite « Anna », Devisscher (1882-1950), elle appartient à une famille de notables et dont le père, Adolf Devisscher, est notaire et bourgmestre de Dentergem. 
En 1931, la famille Baels quitte sa demeure ostendaise et acquiert une propriété à Knokke-le-Zoute, où elle réside plus volontiers qu'à Bruges, chef-lieu de la province de Flandre-Occidentale dont Henri Baels est devenu gouverneur en 1933.
Henri et Anna Baels, mariés en 1905, sont devenus parents de neuf enfants, nés entre 1906 et 1925 : 
- Elza (1906-1981),
- Lydia (1907-1990),
- Suzanne (1909-1974),
- Walter (1910-1964),
- Herman (1912-1995),
- Henry (1915-1916),
- Lilian (1916-2002),
- Edwige (1921-1993)[N 3]
- Ludwina (1925-2002)[7].

### Éducation et jeunesse entre l'Angleterre et l'Autriche
En 1924, Lilian Baels fréquente l'école primaire des Sœurs de Saint-Joseph à Ostende, puis poursuit ses études secondaires à l'Institut des Dames du Sacré-Cœur, rue du Grand Cerf à Bruxelles. En 1933, en raison de l'évolution de la carrière de son père, Lilian regagne Ostende, où elle étudie au Sacré-Cœur de la ville, mais n'y reste que quelques mois avant d'être envoyée dans une finishing school à Londres durant deux ans, en 1934 et 1935.  
Lilian parle désormais, outre l'anglais qui est sa langue maternelle, le français, le néerlandais et l'allemand, cette dernière langue lui étant utile lorsqu'elle découvre l'Autriche en 1934 (ou 1935), où elle fréquente la haute noblesse dont elle obtient l'estime, se liant notamment à la famille princière de Windisch-Graetz, à laquelle appartient son premier flirt, le jeune prince Friedrich Windisch-Graetz (1917-2002), surnommé Fritzi, qui fréquente alors les jeunesses hitlériennes.
Au milieu des années 1930, Lilian, séjournant régulièrement dans les stations de sports d’hiver suisses et autrichiennes, sympathise avec plusieurs personnalités de la haute société internationale, dont la populaire famille Kennedy, et y rencontre le comte Peter Draskovich, frère de la duchesse Marie de Bavière et fils d’un membre de la Chambre Haute de Hongrie, presque sosie de l’acteur Curd Jürgens et qui la demande en mariage, mais qui se rétractera devant l'opposition de leurs pères respectifs.
Lilian, multipliant les séjours dans la capitale autrichienne, y rencontre également des hommes politiques, tels que le chancelier Kurt Schuschnigg et le président Wilhelm Miklas et des membres du Gotha, comme le roi détrôné Alphonse XIII et son épouse la reine Victoria-Eugénie d'Espagne, accompagnés de leur petit-fils Juan-Carlos, avant de regagner la Belgique lorsque la guerre éclate le 3 septembre 1939.

### Un mariage inattendu avec le roi des Belges
Le 6 décembre 1941, le cardinal Joseph-Ernest Van Roey, archevêque de Malines et primat de Belgique, fait lire une lettre dans toutes les églises de Belgique : le roi Léopold III a épousé religieusement, mais  secrètement, Mlle Lilian Baels le 11 septembre précédent. Le mariage civil a lieu le jour de l'annonce, soit trois mois plus tard en contravention avec la législation belge, qui précise que seul le mariage civil a force de loi, et donc que le mariage religieux doit le suivre et non le précéder.
Cette nouvelle fait l'effet d'une bombe dans le peuple belge et sera un des éléments qui déclencheront la question royale, dont les véritables motifs résident dans la séduction que les régimes autoritaires avaient exercée sur le roi, et dans le fait qu'il s'était désolidarisé de son gouvernement réfugié à Londres.
Lilian renonce au titre de reine (et reçoit du monarque le titre de « princesse de Réthy ») tandis que le Palais fait savoir que les futurs enfants nés de cette seconde union ne seront pas dynastes.
Le scandale est d'autant plus grand que le Palais n'est pas compétent pour décider si les enfants du Roi sont dynastes ou non : seule la Constitution le peut.

### Seconde épouse du roi Léopold III (1941-1983)
Le 18 juillet 1942, Lilian Baels donne le jour au prince Alexandre.
En juin 1944, la famille royale belge est emmenée par les Allemands et sera libérée un an plus tard en Autriche. Le roi Léopold III, la princesse Lilian et leurs enfants ne rentrent pas en Belgique à la suite de la question royale et s'installent à Pregny en Suisse de 1945 à 1950. Ils attendront la consultation populaire de 1950 avant de revenir à Bruxelles dans une ambiance très tendue. Le remariage du monarque fut en effet, avec ses positions politiques et l'attitude qu'il eut vis-à-vis de son gouvernement, un des éléments qui lui attirèrent la critique.
Le roi Léopold III, contre l'avis de la princesse Lilianqui vient de mettre au monde son second enfant, la princesse Marie-Christine, abdique finalement le 16 juillet 1951. Le couple royal aura encore un autre enfant :  la princesse Marie-Esméralda en 1956. Au cours de la première décennie du règne du roi Baudouin, la princesse Lilian de Réthy occupe le rôle de « Première dame de Belgique » et gère la vie de la Cour avec fermeté et raffinement, mais elle ne parviendra jamais à se faire aimer des Belges. Elle est très proche de ses trois beaux-enfants (Joséphine-Charlotte, Baudouin et Albert).
En 1958, elle crée la Fondation cardiologique Princesse Lilian qui a pour objectif d'offrir aux enfants atteints de malformations cardio-vasculaires, inopérables à l'époque en Belgique, la possibilité de bénéficier d'interventions d'avant-garde, développées aux États-Unis. Ce désir était né du succès de l'intervention chirurgicale subie un an auparavant par son fils le prince Alexandre.
Sur décision du gouvernement belge, le roi Léopold III et la princesse Lilian sont amenés à quitter, en 1959, le domaine de Laeken. Un an plus tard, ils s'installent avec leurs deux filles au domaine royal d'Argenteuil (Brabant), restauré et mis à leur disposition par l'État belge. Le couple y recevra dans la discrétion de très nombreuses personnes : ambassadeurs, ministres, scientifiques, anciens combattants, sportifs, etc. Mais la visite la plus prestigieuse restera celle de la reine Élisabeth II et du prince Philip en 1966. La princesse se consacre à Argenteuil à la gestion de sa fondation, à l'organisation des fréquentes réceptions et à sa harde de cerfs.
À partir de 1960, les relations deviennent tendues entre le roi Léopold III et la princesse Lilian d'une part et le roi Baudouin et la reine Fabiola de l'autre. Ils n'apparaîtront plus ensemble qu'une seule fois en public lors des funérailles de la reine mère Élisabeth en 1965.

### Veuvage (1983-2002)
Après la mort du roi Léopold III en 1983, la princesse Lilian continue de vivre au domaine royal d'Argenteuil, vend le diadème Cartier de la reine Élisabeth et fait éditer les mémoires posthumes de son époux, intitulés Pour l'Histoire. Elle était en froid avec sa fille, la princesse Marie-Christine, qui est partie vivre en Amérique au début des années 1980 et qu'elle n'a plus jamais revue.
Ses relations étaient meilleures avec son beau-fils le roi Albert II, devenu le nouveau chef de famille après le décès du roi Baudouin en 1993 qu'il avait tenu à lui apprendre personnellement avant qu'elle ne le sache par les médias. Le Roi s'est ensuite rendu à plusieurs reprises au domaine royal d'Argenteuil et a assisté aux côtés de la princesse de Réthy au mariage de la princesse Marie-Esméralda en 1998 à Londres avec le professeur Salvador Moncada, dont sont nés deux enfants, en 1998 et 2001.
La princesse Lilian de Réthy meurt le 7 juin 2002 au château d'Argenteuil. Ses funérailles ont eu lieu en l'église Notre-Dame de Laeken en présence de toute la famille royale belge, du grand-duc Jean et de la grande-duchesse Joséphine-Charlotte de Luxembourg. Seule la princesse Marie-Christine n'avait pas voulu y assister. La princesse Lilian repose dans la crypte royale de l'église Notre-Dame de Laeken aux côtés du roi Léopold III et de la reine Astrid.

## Titulature
- 28 novembre 1916 - 6 décembre 1941 : Mademoiselle Mary Lilian Baels ;
- 6 décembre 1941 - 7 juin 2002 : Son Altesse Royale la princesse Lilian, princesse de Belgique[14].

## Ascendance
|  |                                     |  |  |  |  |  |  |  |  |  |  |  |  |  |  |  |
|  | 16. Petrus Paulus Baels             |  |  |  |  |  |  |  |  |  |  |  |  |  |  |  |
|  |                                     |  |  |  |  |  |  |  |  |  |  |  |  |  |  |  |
|  |                                     |  |  |  |  |  |  |  |  |  |  |  |  |  |  |  |
|  | 8. Petrus Paulus Baels              |  |  |  |  |  |  |  |  |  |  |  |  |  |  |  |
|  |                                     |  |  |  |  |  |  |  |  |  |  |  |  |  |  |  |
|  |                                     |  |  |  |  |  |  |  |  |  |  |  |  |  |  |  |
|  | 17. Theresia Francisca de Weert     |  |  |  |  |  |  |  |  |  |  |  |  |  |  |  |
|  |                                     |  |  |  |  |  |  |  |  |  |  |  |  |  |  |  |
|  |                                     |  |  |  |  |  |  |  |  |  |  |  |  |  |  |  |
|  | 4. Julius Ludovicus Baels           |  |  |  |  |  |  |  |  |  |  |  |  |  |  |  |
|  |                                     |  |  |  |  |  |  |  |  |  |  |  |  |  |  |  |
|  |                                     |  |  |  |  |  |  |  |  |  |  |  |  |  |  |  |
|  | 18. Jacobus de Vos                  |  |  |  |  |  |  |  |  |  |  |  |  |  |  |  |
|  |                                     |  |  |  |  |  |  |  |  |  |  |  |  |  |  |  |
|  |                                     |  |  |  |  |  |  |  |  |  |  |  |  |  |  |  |
|  | 9. Barbara Francisca de Vos         |  |  |  |  |  |  |  |  |  |  |  |  |  |  |  |
|  |                                     |  |  |  |  |  |  |  |  |  |  |  |  |  |  |  |
|  |                                     |  |  |  |  |  |  |  |  |  |  |  |  |  |  |  |
|  | 19. Maria Neveu                     |  |  |  |  |  |  |  |  |  |  |  |  |  |  |  |
|  |                                     |  |  |  |  |  |  |  |  |  |  |  |  |  |  |  |
|  |                                     |  |  |  |  |  |  |  |  |  |  |  |  |  |  |  |
|  | 2. Henri Louis Baels                |  |  |  |  |  |  |  |  |  |  |  |  |  |  |  |
|  |                                     |  |  |  |  |  |  |  |  |  |  |  |  |  |  |  |
|  |                                     |  |  |  |  |  |  |  |  |  |  |  |  |  |  |  |
|  | 20. Petrus Mauricx                  |  |  |  |  |  |  |  |  |  |  |  |  |  |  |  |
|  |                                     |  |  |  |  |  |  |  |  |  |  |  |  |  |  |  |
|  |                                     |  |  |  |  |  |  |  |  |  |  |  |  |  |  |  |
|  | 10. Jean Baptiste Mauricx           |  |  |  |  |  |  |  |  |  |  |  |  |  |  |  |
|  |                                     |  |  |  |  |  |  |  |  |  |  |  |  |  |  |  |
|  |                                     |  |  |  |  |  |  |  |  |  |  |  |  |  |  |  |
|  | 21. Maria Anna Reyser               |  |  |  |  |  |  |  |  |  |  |  |  |  |  |  |
|  |                                     |  |  |  |  |  |  |  |  |  |  |  |  |  |  |  |
|  |                                     |  |  |  |  |  |  |  |  |  |  |  |  |  |  |  |
|  | 5. Delphina Alexandrina Mauricx     |  |  |  |  |  |  |  |  |  |  |  |  |  |  |  |
|  |                                     |  |  |  |  |  |  |  |  |  |  |  |  |  |  |  |
|  |                                     |  |  |  |  |  |  |  |  |  |  |  |  |  |  |  |
|  | 22. Bernardus Josephus Thuyn        |  |  |  |  |  |  |  |  |  |  |  |  |  |  |  |
|  |                                     |  |  |  |  |  |  |  |  |  |  |  |  |  |  |  |
|  |                                     |  |  |  |  |  |  |  |  |  |  |  |  |  |  |  |
|  | 11. Joanna Thuyn                    |  |  |  |  |  |  |  |  |  |  |  |  |  |  |  |
|  |                                     |  |  |  |  |  |  |  |  |  |  |  |  |  |  |  |
|  |                                     |  |  |  |  |  |  |  |  |  |  |  |  |  |  |  |
|  | 23. Catharina Joanna Degrae         |  |  |  |  |  |  |  |  |  |  |  |  |  |  |  |
|  |                                     |  |  |  |  |  |  |  |  |  |  |  |  |  |  |  |
|  |                                     |  |  |  |  |  |  |  |  |  |  |  |  |  |  |  |
|  | 1. Lilian, Princesse de Réthy       |  |  |  |  |  |  |  |  |  |  |  |  |  |  |  |
|  |                                     |  |  |  |  |  |  |  |  |  |  |  |  |  |  |  |
|  |                                     |  |  |  |  |  |  |  |  |  |  |  |  |  |  |  |
|  | 24. Angelus de Visscher             |  |  |  |  |  |  |  |  |  |  |  |  |  |  |  |
|  |                                     |  |  |  |  |  |  |  |  |  |  |  |  |  |  |  |
|  |                                     |  |  |  |  |  |  |  |  |  |  |  |  |  |  |  |
|  | 12. Charles Joseph de Visscher      |  |  |  |  |  |  |  |  |  |  |  |  |  |  |  |
|  |                                     |  |  |  |  |  |  |  |  |  |  |  |  |  |  |  |
|  |                                     |  |  |  |  |  |  |  |  |  |  |  |  |  |  |  |
|  | 25. Rosalie Van der Plas            |  |  |  |  |  |  |  |  |  |  |  |  |  |  |  |
|  |                                     |  |  |  |  |  |  |  |  |  |  |  |  |  |  |  |
|  |                                     |  |  |  |  |  |  |  |  |  |  |  |  |  |  |  |
|  | 6. Adolphus Gustavus de Visscher    |  |  |  |  |  |  |  |  |  |  |  |  |  |  |  |
|  |                                     |  |  |  |  |  |  |  |  |  |  |  |  |  |  |  |
|  |                                     |  |  |  |  |  |  |  |  |  |  |  |  |  |  |  |
|  | 26. Dominicus Geers                 |  |  |  |  |  |  |  |  |  |  |  |  |  |  |  |
|  |                                     |  |  |  |  |  |  |  |  |  |  |  |  |  |  |  |
|  |                                     |  |  |  |  |  |  |  |  |  |  |  |  |  |  |  |
|  | 13. Maria Geers                     |  |  |  |  |  |  |  |  |  |  |  |  |  |  |  |
|  |                                     |  |  |  |  |  |  |  |  |  |  |  |  |  |  |  |
|  |                                     |  |  |  |  |  |  |  |  |  |  |  |  |  |  |  |
|  | 27. Catharina Taffyn                |  |  |  |  |  |  |  |  |  |  |  |  |  |  |  |
|  |                                     |  |  |  |  |  |  |  |  |  |  |  |  |  |  |  |
|  |                                     |  |  |  |  |  |  |  |  |  |  |  |  |  |  |  |
|  | 3. Anne Marie de Visscher           |  |  |  |  |  |  |  |  |  |  |  |  |  |  |  |
|  |                                     |  |  |  |  |  |  |  |  |  |  |  |  |  |  |  |
|  |                                     |  |  |  |  |  |  |  |  |  |  |  |  |  |  |  |
|  | 28. Jacobus Franciscus Opsomer      |  |  |  |  |  |  |  |  |  |  |  |  |  |  |  |
|  |                                     |  |  |  |  |  |  |  |  |  |  |  |  |  |  |  |
|  |                                     |  |  |  |  |  |  |  |  |  |  |  |  |  |  |  |
|  | 14. Jozef August Opsomer            |  |  |  |  |  |  |  |  |  |  |  |  |  |  |  |
|  |                                     |  |  |  |  |  |  |  |  |  |  |  |  |  |  |  |
|  |                                     |  |  |  |  |  |  |  |  |  |  |  |  |  |  |  |
|  | 29. Josepha Benedicta Verougstraete |  |  |  |  |  |  |  |  |  |  |  |  |  |  |  |
|  |                                     |  |  |  |  |  |  |  |  |  |  |  |  |  |  |  |
|  |                                     |  |  |  |  |  |  |  |  |  |  |  |  |  |  |  |
|  | 7. Alicia Victoria Opsomer          |  |  |  |  |  |  |  |  |  |  |  |  |  |  |  |
|  |                                     |  |  |  |  |  |  |  |  |  |  |  |  |  |  |  |
|  |                                     |  |  |  |  |  |  |  |  |  |  |  |  |  |  |  |
|  | 30. Felicianus de Meulenaere        |  |  |  |  |  |  |  |  |  |  |  |  |  |  |  |
|  |                                     |  |  |  |  |  |  |  |  |  |  |  |  |  |  |  |
|  |                                     |  |  |  |  |  |  |  |  |  |  |  |  |  |  |  |
|  | 15. Nathalia de Meulenaere          |  |  |  |  |  |  |  |  |  |  |  |  |  |  |  |
|  |                                     |  |  |  |  |  |  |  |  |  |  |  |  |  |  |  |
|  |                                     |  |  |  |  |  |  |  |  |  |  |  |  |  |  |  |
|  | 31. Barbara Rosalia Veroustraete    |  |  |  |  |  |  |  |  |  |  |  |  |  |  |  |
|  |                                     |  |  |  |  |  |  |  |  |  |  |  |  |  |  |  |
|  |                                     |  |  |  |  |  |  |  |  |  |  |  |  |  |  |  |